# Rentenschuld
Die Rentenschuld ist eine Belastung des Grundstücks in der Form, dass zu regelmäßig wiederkehrenden Terminen eine bestimmte Geldsumme aus dem Grundstück zu zahlen ist (Rente). Diese ist damit eine Sonderform der Grundschuld. Dem Schuldner (Eigentümer) steht – nach einer Kündigungsfrist von in der Regel sechs Monaten – das Recht zu, seine Schuld gegen Zahlung eines einmaligen Betrages abzulösen. Die Höhe dieses Ablösebetrages muss bei Bestellung der Rentenschuld bestimmt und im Grundbuch eingetragen werden. 
Der Gläubiger kann die Ablösung nicht verlangen, es sei denn, die Sicherheit der Rentenschuld ist durch Verschlechterung des Grundstücks gefährdet und die Gefährdung wird nicht innerhalb einer angemessenen Frist beseitigt. Eine Beseitigung der Gefährdung ist möglich durch Verbesserung am Grundstück oder durch Bestellung eines anderweitigen Grundpfandrechts.
In Deutschland ist die Rentenschuld in § 1199 ff. BGB geregelt.
Will ein Gläubiger vermeiden, dass der Schuldner sich durch Ablösung von der Rentenzahlungspflicht befreien kann, so hat er alternativ die Möglichkeit (im Einvernehmen mit dem Schuldner), die Rentenzahlung  durch den Eintrag einer Reallast in das Grundbuch (Abt. II) abzusichern.